# Манаслу
Манаслу (на санскрит मनास्लु, известен още като Кутанг) е осмият по височина връх в света (8163 m н.в.).
Намира се в Хималаите на около 70 km източно от Анапурна, на територията на Непал. В превод от санскрит името означава „Планина на духа“. За първи път е изкачен успешно от японска експедиция през 1956 г.

### Български изкачвания
Манаслу е един от двата осемхилядника (другият е Кангчендзьонга), на който български експедиции правят четири неуспешни опити за изкачване: през 1993, 1998, 2008 (Петър Унжиев) и 2009 (Дойчин Василев и неговата дъщеря Маргарита). Алпинистът Христо Станчев загива под върха през 1998 г. На 30 септември 2015 г. е изкачен успешно от българския алпинист Боян Петров в състава на международна експедиция. На 1 октомври 2015 г. втори българин – Атанас Скатов изкачва Манаслу, като така става и вторият веган в света, успешно изкачил върха. На 26 септември 2017 г. русенецът Иван Томов също успешно изкачва върха, на 27 септември и Богдан Велев достига връхната точка на осемхилядника.
Първата българка, изкачила Манаслу, е Христина Йосифова (24 септември 2024).

## Галерия
- Манаслу
- Манаслу, изглед от езерото Покхара